# Brauerei Rechenberg

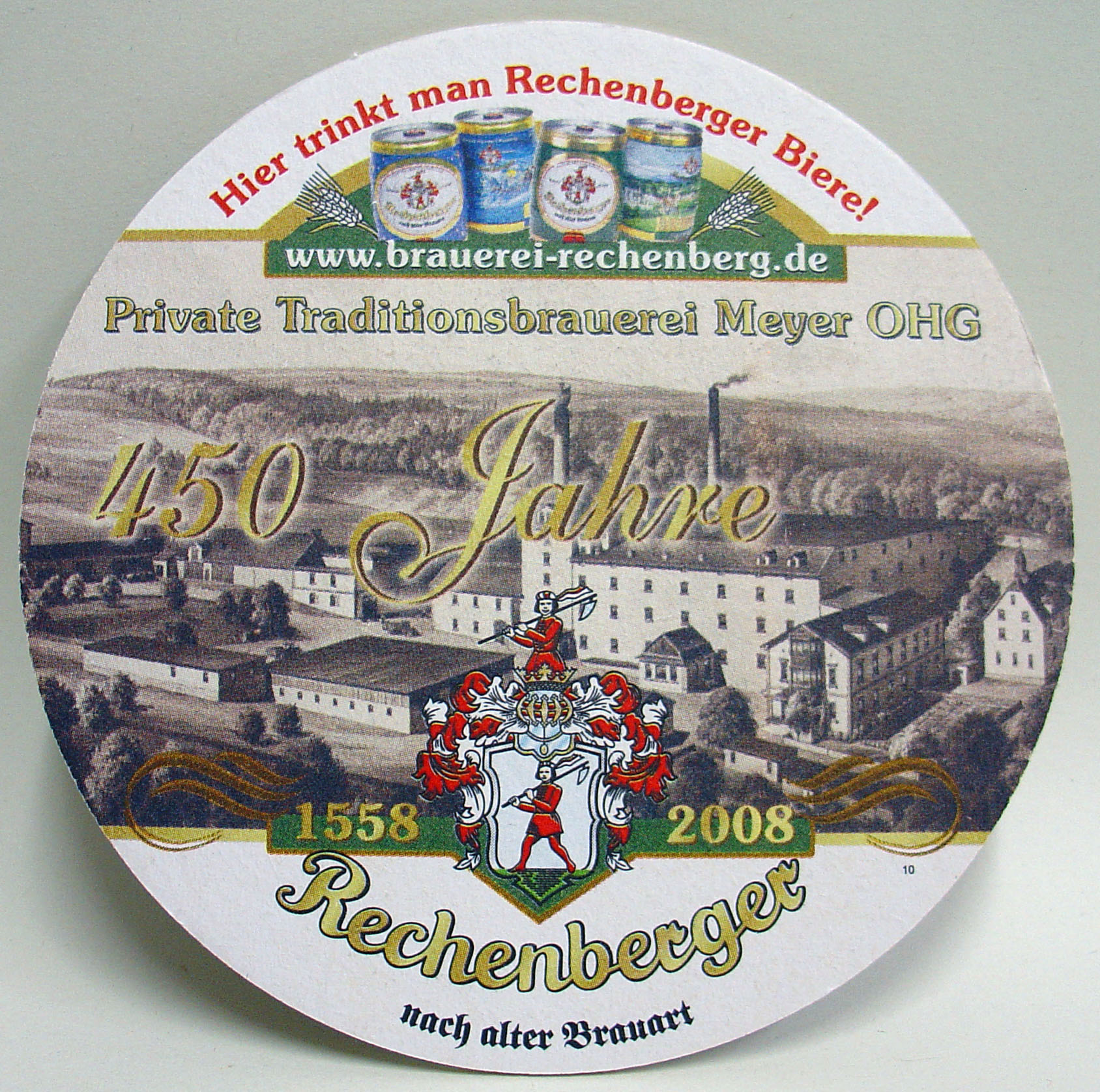
Bierdeckel zum 450-jährigen Firmenjubiläum

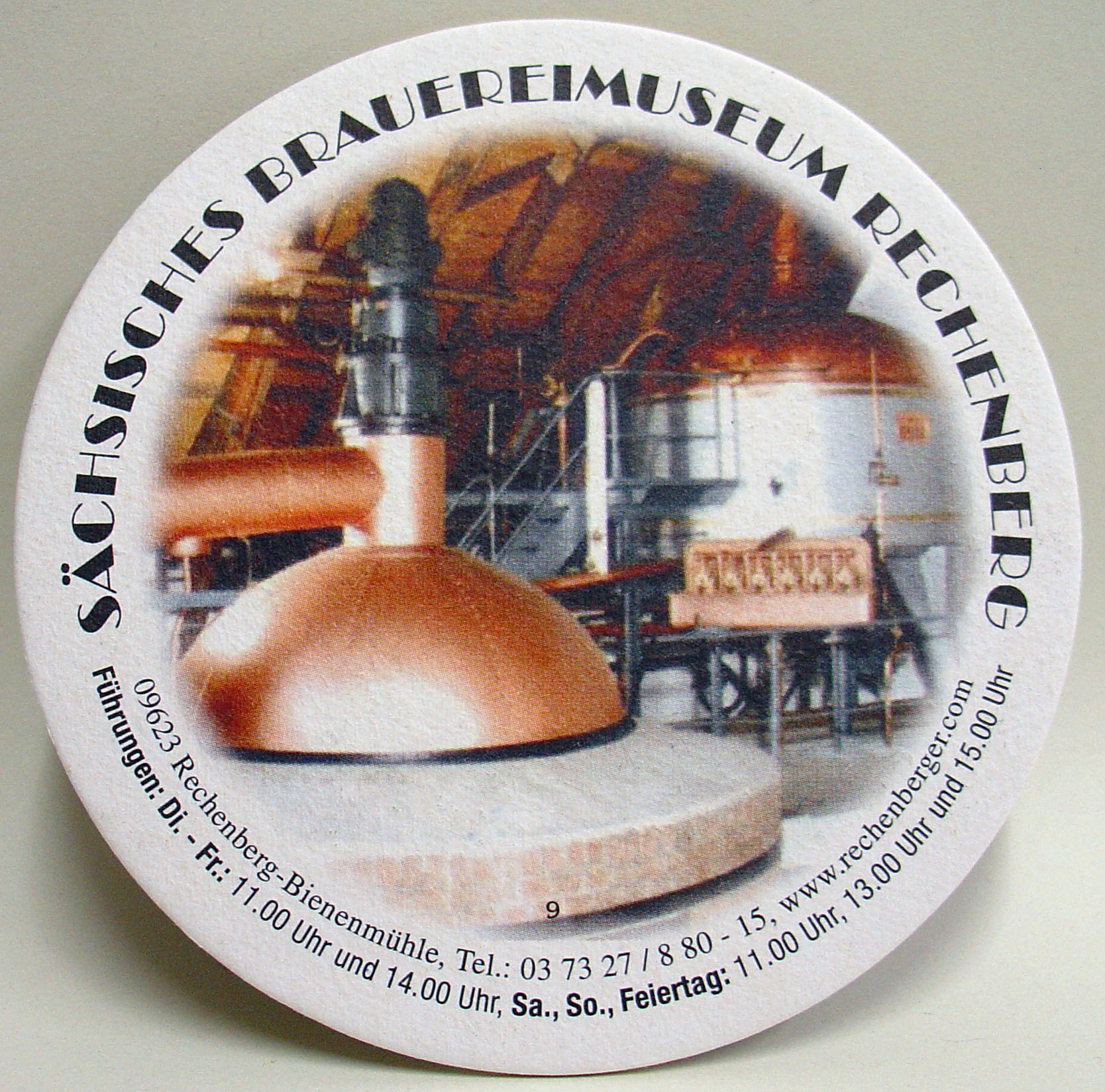
Rückseite

Die Brauerei Rechenberg GmbH & Co. KG ist eine Brauerei mit dem angeschlossenen Sächsischen Brauereimuseum in Rechenberg-Bienenmühle im Osterzgebirge.

## Geschichte
Die erste Brauerei wurde bereits 1558, nachdem Rechenberg das Braurecht von Caspar IV. von Schönberg erhielt, vom Nassauer Erbrichter als Rittergutsbrauerei errichtet. Die Brauerei ist eine der ältesten produzierenden Brauereien in Sachsen. 1586 brannten die Brauereigebäude ab, doch die Brauerei wurde wieder aufgebaut. Die bisherige Rittergutsbrauerei gehörte ab 1647 der Kurfürstlichen Kammer in Dresden. 1834 wurde dann die Rechenberger Brauerei vom Königreich Sachsen an die Gemeinde Nassau verkauft. 1842 verkaufte die Gemeinde die Brauerei für 18.200 Taler an Gottlob Friedrich Bretschneider, der die Brauerei an den Braumeister Karl August Meyer verpachtete. 1876 kaufte dessen Sohn, Reinhard Meyer die Gebäude 1872 für 22.550 Goldmark und führte umfangreiche Umbauten durch. Seitdem firmierte die Brauerei unter dem Namen Brauerei und Malzfabrik Rechenberg-Bienenmühle, Reinhard Meyer und Sohn.
1912 erfolgte ein weiterer Umbau und 1926 übernahm sie Martin Meyer; als Braumeister fungierte Georg Meyer. 1939 umfasste die Produktion Biere Münchner und Pilsner Art. Auf den 50.000 Quadratmetern Grundbesitz befanden sich das Sudhaus mit Feuerkochung, Flaschenreinigungsanlage, einer Dampfmaschine und die eigene Mälzerei. Zehn Arbeiter und Angestellte produzierten 1939 2000 Hektoliter Bier jährlich.
Bedingt durch den Zweiten Weltkrieg musste der Braubetrieb 1940 eingestellt werden. Erst ab 1947 wurde wieder Bier gebraut, die Mälzerei wurde nicht mehr in Betrieb genommen. Geführt wurde die Brauerei wieder von der Familie Meyer. 1958 erfolgte mit der Gründung einer Kommanditgesellschaft die erste staatliche Beteiligung, 1972 wurde die Brauerei vollständig enteignet und verstaatlicht. Die Flaschenbierproduktion wurde eingestellt und die Brauerei wurde als Werk II der Stadtbrauerei Olbernhau im VEB Getränkekombinat Karl-Marx-Stadt angegliedert.
1990 wurde die Brauerei reprivatisiert und ging wieder in den Besitz der Familie Meyer über. Eigentümer wurden Andreas und Thomas Meyer. In der ersten Hälfte der 1990er Jahre wurde die Brauerei umfassend modernisiert, u. a. wurde ein kompletter Brauereineubau für 30.000 Hektoliter Jahresproduktion neben den alten Brauereigebäuden errichtet. 1995 ging der Brauereineubau in Betrieb. Die alte Brauerei wurde anschließend von 1995 bis 2002 restauriert und beherbergt heute das Sächsische Brauereimuseum Rechenberg, das zu den Technischen Denkmälern Sachsens gehört. Im Museum wird die Brauereigeschichte dokumentiert sowie die traditionelle Bierherstellung mit der noch voll funktionierenden Brautechnik gezeigt.

## Produktion
Abgefüllt wird nur Fassbier in den Größen 5 l (Partyfass), 20 l, 30 l und 50 l.
Biersorten
- Rechenberger Pilsner
- Rechenberger Dunkel
- Rechenberger Bockbier (nur saisonal)
- Rechenberger Primus 1558
- Rechenberger Kellerbier

Historische Biersorten
- Bockbier
- Pilsner
- Malzbier
- Münchner Art
- Kulmbacher Art
- Lagerbier
- Hopfenperle
- Einfachbier
- Hell